# Valga
Valga (njem. Walk) grad je  u južnoj Estoniji i glavni grad okruga Valgamaa. Do odvajanja 1920. godine Valga i grada Valka u sjevernoj Latviji su bili jedan grad. 
Područje Valge ima površinu od 16,5 km² i 13.692 stanovnika (2010.). 
Valga je međunarodno željezničko čvorište. Tijekom Hladnoga rata je bila dom zrakoplovne baze Valga. Širenjem Schengenskog sporazuma i ukidanjem graničnih kontrola između Estonije i Latvije najavljeno je da će postojati zajednički javni autobusni prijevoz između Valge i Valke. Udaljenost od Tartua je 89 km, Parnua 144 km, Tallinna 245 km, Rige 175 km i Pskova 170 km.
Valga se brzo razvija. Od 1996. godine kvaliteta života se poboljšala zbog obnove nekoliko zgrada uključujući i središnju knjižnicu, stadion Valga, muzej, bolnicu. Korak po korak, škole i vrtići su također moderniziran. Od 2003. novi pročišćavači su poboljšali kvalitetu vode u gradu. U privatnom sektoru bilo je opsežnih ulaganja u trgovinu, laku industriju i šumarstvo.
FC Warrior Valga predstavlja grad u Esiliiga, dok košarkaški klub Valga/CKE Inkasso igra u Korvpalli Meistriliiga.

## Poznate osobe
- Kazimierz Świątek (1914. – 2011.), kardinal Katoličke Crkve, nadbiskup minsko-mohiljevski i apostolski upravitelj Pinska.

## Vanjske poveznice
- Službene stranice grada Valga (na estonskom)